# Матилда фон Брауншвайг-Волфенбютел
Матилда фон Брауншвайг-Волфенбютел (на немски: Mathilde von Braunschweig-Wolfenbüttel; Maud von Braunschweig; † пр. 28 юни 1354) от род Велфи е херцогиня от Брауншвайг-Волфенбютел и чрез женитба княгиня на Анхалт-Бернбург.
Тя е дъщеря на херцог Магнус I фон Брауншвайг-Волфенбютел (1304 – 1369) и съпругата му София фон Бранденбург (1300 – 1356) от род Аскани, дъщеря на маркграф Хайнрих I фон Бранденбург и Ландсберг (1256 – 1319) и Агнес Баварска (1276 – 1340) от Вителсбахите, дъщеря на баварския херцог Лудвиг II Строги и Матилда Хабсбургска и сестра на император Лудвиг Баварски.
Матилда фон Брауншвайг-Волфенбютел умира сл. 28 юни 1354 г. и е погребана в манастирската църква в Нинбург, Заале.

## Фамилия
Матилда фон Брауншвайг-Волфенбютел се омъжва ок. 1339 или сл. 20 февруари 1342 г. за княз Бернхард III фон Анхалт-Бернбург († 20 август 1348) от фамилията Аскани. Тя е третата му съпруга. Двамата имат 2 деца:
- Ото III († 27 февруари 1404), княз на Анхалт-Бернбург
- Гертруда († 1348), омъжена пр. 12 август 1371 г. за граф Гюнтер XXII (XII) фон Шварцбург († 1382)